# Gentleman z Epsom
Gentleman z Epsom (fr. Le Gentleman d'Epsom) – francusko-włoski film komediowy z 1962 roku w reżyserii Gillesa Grangiera. Główną rolę zagrał Jean Gabin. Zdjęcia kręcono na paryskim torze wyścigów konnych.
Jest to jeden z trzech filmów, w których zagrali wspólnie Jean Gabin i Louis de Funès (dwa pozostałe to: Czarny rynek w Paryżu (1956) i Człowiek z tatuażem (1968)).

## Zarys fabuły
Richard Briand-Charmery to stateczny i elegancki starszy pan. Utrzymuje się z przekrętów na wyścigach konnych sprzedając „pewne” informacje o wygranych koniach. W procederze pomaga mu Charly. Kolejną ofiarą oszustów ma być zafascynowany wyścigami restaurator Gaspard Ripeux.

## Obsada
- Jean Gabin - Richard Briand-Charmery
- Jean Lefebvre - Charly
- Madeleine Robinson - Maud
- Louis de Funès - Gaspard Ripeux
- Paul Frankeur - Arthur
- Franck Villard - Lucien
- Jean Martinelli - Hubert, mąż Thérèse
- Camille Fournier - Thérèse, siostra Richarda
- Josée Steiner - Béatrice, siostrzenica Richarda
- Marie-Hélène Dasté - ciocia Berthe
- Aline Bertrand - właścicielka baru
- Jacques Marin - Raoul
- Paul Mercey - Oscar Robineau
- Alexandre Rignault - Charlot
- Albert Dinan - Léon
- Léonce Corne - pan Freedman
- Joëlle Bernard - Ginette, żona Luciena
- Charles Millot - szef klubu
- Michel Thomass - piosenkarz w klubie

i inni...